# Tyrinthia moroiuba
Tyrinthia moroiuba là một loài bọ cánh cứng trong họ Cerambycidae.